# Rhyticeros
Rhyticeros is een geslacht van vogels uit de familie neushoornvogels (Bucerotidae). Dit geslacht is sinds de jaren 1990 afgesplitst van het geslacht Aceros

## Kenmerken
De soorten in dit geslacht hebben een betrekkelijk lage "hoorn" vaak met inkepingen en vuilwit of geel gekleurd. De vogels zijn overwegend zwart, maar de mannetjes zijn soms roodachtig of wit gekleurd op de hals. Verder hebben de vogels een keelzak die kan worden opgeblazen, vaak opvallend gekleurd.

## Verspreiding en leefgebied
Het is een geslacht van middelgrote neushoornvogels die voorkomen in de bossen van Zuidoost-Azië tot op de Salomonseilanden.

## Soorten
Het geslacht kent de volgende soorten:
- Rhyticeros cassidix  – Sulawesi-jaarvogel
- Rhyticeros everetti  – Soemba-jaarvogel
- Rhyticeros narcondami  – Narcondamjaarvogel
- Rhyticeros plicatus  – Papoea-jaarvogel
- Rhyticeros subruficollis  – Kleine jaarvogel
- Rhyticeros undulatus  – Gewone jaarvogel